# Иринарх (Парфёнов)
Архиепископ Ирина́рх (в миру Ива́н Васи́льевич Парфёнов; 5 (17) ноября 1881, слобода Печеры, Нижегородский уезд, Нижегородская губерния — 7 марта 1952, Рогожский посёлок, Москва) — предстоятель Древлеправославной Церкви Христовой (старообрядцев, приемлющих Белокриницкую иерархию) с титулом архиепископ Московский и всея Руси.

## Биография

### Ранние годы и священническое служение
Родился 17 ноября 1881 года в слободе Печеры под Нижним Новгородом Ельнинской волости Нижегородского уезда Нижегородской губернии (ныне в границах Нижегородского района Нижнего Новгорода) в семье потомственных старообрядцев. Отец был кузнецом, мать — батрачка. Отец скончался 14 октября 1888 года, когда мальчику было 7 лет.
После смерти отца был отдан матерью в школу, в которой «проучился три зимы — 1890, 1891 и 1892 годов» и окончил школу с похвальным листом. Далее из-за бедности семьи учёба оказалась невозможной: в двенадцать лет он был вынужден работать. В 12 лет поступил «мальчиком» в контору фирмы «У. С. Курбатов». Одновременно начал прислуживать в старообрядческом молитвенном доме при этой фирме. Как он вспоминал в своих «Автобиографических заметках»: «С первого же года в моем ведении были угли да кадило, а затем, со временем, и все облачения, и порядок во св. алтаре, где должна была поддерживаться образцовая чистота. Спрашивали с меня очень строго. В первые два года дьячки выдрали с моей головы столько волос, что можно было бы свалять добрые сапоги…». Через семь лет работы он заслужил должность приказчика второго разряда.
В 1900 году, женился на Александре Дмитриевне Красильниковой, внучке старообрядческого священника Михаила Дубровина, и переехал в село Большое Мурашкино Нижегородской губернии. Военную службу не проходил.
2 июня 1913 года на праздник Троицы, по избранию прихожан села Большое Мурашкино епископом Иннокентием (Усовым) был рукоположен во диакона, а на следующий день — во священника. Исполнял обязанности благочинного.
27 марта 1925 года года овдовел. «В совместной супружеской жизни прожили мы 24 года, 2 месяца и 27 дней. Детей у нас было всего семь человек. Из них пять умерло в младенческом возрасте: девочка и четыре мальчика…». В одном из частных писем писал о смерти жены, ушедшей из жизни за десять дней до Пасхи: «Что же меня поддержало в эти минуты? Что меня окрыляло? Это только св. молитва. Мы здесь, на земле, все временны, и разница только в том, что одни умирают раньше, другие позднее, одни умирают в молодых летах, другие в средних, третьи — в преклонных, но умирают все. Но только мы, христиане, должны понимать, что мы родимся на смерть, а умираем в живот, то есть, умирая, оставляя позади себя всю эту суетную земную жизнь, вступаем в жизнь вечную».

### Епископ Самарско-Ульяновский и Уфимский
На Самарском соборе 1927 года и Нижегородском епархиальном съезде 1928 года был избран и утверждён кандидатом в епископы. 19 ноября 1928 года в селе Чернуха епископом Нижегородским и Костромским Гурием (Спириным) был пострижен в иночество. Освященный Собор 1928 года поручил архиепископу Мелетию (Картушину) и другим епископам хиротонисать священноинока Иринарха по возможности в Самаре. 10 (23) декабря того же года в Самаре архиепископ Мелетий единолично хиротонисал Иринарха (Парфёнова) во епископа на Самарско-Ульяновскую и Уфимскую кафедру, так как вызванный туда же епископ Гурий (Спирин) задержался из-за смертельной болезни сына, которого требовалось срочно причастить.
После хиротонии епископ Иринарх окончательно переехал в Самару. 25 января 1930 года здешний старообрядческий храм был закрыт, епископ Иринарх прослужил там только 13 месяцев. Последующие два года провёл в поездках по епархии, имея лишь временное жильё. Решением Совета архиепископии от 19 мая (1) июня 1930 года ему было поручено временное управление Семипалатинско-Зайсанской епархией, которая осталась без управления после ссылки епископа Андриана (Бердышева). Чтобы выплатить государственное налоговое обложение, был вынужден продавать вещи.
В ноябре 1932 года при обыске церковной сторожки в селе Большое Мурашкино были изъяты книги и переписка епископа Иринарха, сам же он в тот день избежал ареста. Однако 20 декабря того же года был арестован и решением Коллегии ОГПУ от 4 июня 1933 года осужден по ст. 58, пункты 10 и 11, УК РСФСР на пять лет исправительно-трудовых лагерей. Обвинялся в том, что якобы возглавлял межкраевой центр антисоветской организации «на повстанческо-монархической платформе», проводил контрреволюционную и антиколхозную агитацию, поддерживал связи с зарубежными старообрядцами, а в России — с епископом Геронтием (Лакомкиным). Архивное уголовное дело № П-7216 на епископа Иринарха хранится в архиве УФСБ РФ по Самарской области. Заключение отбывал в Красновишерском лагере (короткое время — вместе с епископом Геронтием (Лакомкиным) в Горной Шории, затем в Мариинском лагере.
В 1936 году был досрочно освобождён и в начале декабря того же 1936 года прибыл на жительство в Кострому, где поселился у сына и дочери. Никакой епархией во 2-й половине 1930-х годов не управлял.

### Избрание архиепископом Московским и всея Руси
О епископе Иринархе узнали члены Московской старообрядческой общины, которые решили избрать его на Московскую кафедру. Вызванный к начальнику городской милиции и ожидая нового ареста, был удивлён, когда в органах ему сообщили, что архиерея разыскивают московские староверы и просят его незамедлительно прибыть на Рогожское кладбище. В это время на территории СССР на свободе кроме него оставался всего один престарелый старообрядческий епископ — Савва (Ананьев). Приехав в Москву в период между Пасхой и Троицей (в апреле), епископ Иринарх вместе с протоиереем Василием Королёвым, настоятелем Покровского собора, отправился в Калугу к епископу Савве, который возвёл Иринарха в сан архиепископа Московского и всея Руси.
Как вспоминал впоследствии сам архиепископ Иринарх: «Я занял осиротевший первосвятительский престол не по своему желанию. Меня этот пост очень смущал, я трепетал душой принять такую великую ответственность. Я не искал его, но был найден, потому что в то время я был только один-единственный епископ. Второй епископ, Сава Калужский, был болен. Так волею Божиею я пришёл к вам на московский престол. Пришёл не для того, чтобы мне служили, но чтобы вам послужить, согласно слову Господню: „Хотяй быти в вас первый, да будет всем слуга“ (Мф. XX, 26). Что же касается моей деятельности и моих заслуг, то я могу сказать здесь одними словами св. апостола Павла: „Аще хвалитимися подобает, похвалюся о немощех моих“». К тому времени на территории СССР действовало немногим более 40 храмов.

### Деятельность в период Великой Отечественной войны
Вскоре после начала Великой Отечественной войны, 6 июля 1941 года, архиепископ Иринарх обратился к пастве с посланием, в котором среди прочего говорилось: «Старообрядцы никогда не были изменниками Родины. Они до последней капли крови всегда защищали своё родное отечество. Мы уверены, что в годину тяжёлых испытаний, которые нам в настоящее время приходится переживать, старообрядчество, также верное своим вековым традициям, дружно даст отпор коварному врагу, посягнувшему на наши священные границы. <…> По примерам прошлых лет, по примерам наших святых воителей, с благословения молитв всех святых и аз благословляю Вас на подвиги ратные». Послание было отпечатано в виде листовок и отправлено в приходы, находящиеся в тылу и расположенные за линией фронта на оккупированных врагом территориях
14 октября 1941 года вместе c управляющим делами архиепископии К. А. Абрикосовым был эвакуирован в Ульяновск. Вместе с ним в Ульяновск были эвакуированы местоблюститель патриаршего престола митрополит Сергий (Страгородский) и лидер обновленцев Александр Введенский. 7 апреля 1942 года возвратился в Москву и с этого времени занялся укреплением церковного управления.
4 июля 1942 года из лагерного заключения освободился епископ Ленинградский и Калининский Геронтий (Лакомкин). Избрав местом жительства деревню Дурасово Костромской области, он приступил к управлению Ярославско-Костромской епархией. В 1943 года епископ Геронтий был вызван в Москву и назначен помощником архиепископа Иринарха. Все три года они вместе обращались к пастве с патриотической проповедью — как устной, с церковного амвона, так и в виде листовок.
В 1944 годы советские войска освободили Украину, Бессарабию, Буковину и перешли довоенную границу СССР. Перед Московской архиепископией встала задача налаживания духовной жизни в этих районах. Чтобы понять, что представляет собой старообрядчество этих земель и как сказались на нём годы румынского владычества, по поручению архиепископа Иринарха в Черновицкую область и в село Белая Криница был откомандирован протоиерей Василий Королёв, а в Кишинёв направлен протоиерей Панкратий Дементьев. Из их докладов явствовало, что на территориях Бессарабии и Буковины румынские власти проводили политику «румынизации» старообрядческого населения и требовали от белокриницкой иерархии введения нового стиля в церковный богослужебный обиход. За неприятие этого нововведения старообрядческое духовенство и миряне подвергались арестам. Некоторые приходы всё же перешли на новый стиль, что привело к резкому снижению посещаемости в храмах, принявших его. Всего на освобождённых территориях Украины, Бессарабии и Буковины насчитывалось до 70 старообрядческих приходов. Самые большие приходы насчитывали до 7 000 прихожан, а малые состояли из 15 дворов и насчитывали примерно 200—300 человек. Вакантные общины обслуживались соседними священниками. Организация церковного пения в приходах при богослужениях была на низком уровне. Все приходы освобождённых территорий дали официальное согласие находиться в подчинении Московской архиепископии и поминать за богослужением имя архиепископа Московского и всея Руси.
К 23 февраля 1945 года, двадцать седьмой годовщине Красной армии и флота, архиепископ Иринарх от имени всех старообрядцев направил И. В. Сталину приветственную телеграмму, известив его о желании старообрядческой архиепископии «внести посильную лепту в дело нашей победы». Старообрядцы Сибири, Урала, Дальнего Востока своим трудом вносили вклад в победу над врагом. От Московской архиепископии в фонд обороны было внесено 1 млн 200 тысяч рублей. Архиепископия планировала создать танковую колонну имени казака-старообрядца Матвея Платова, но этот план не осуществился. В мае 1945 года вместе с епископом Геронтием (Лакомкиным) и протоиереем Василием Королёвым направил поздравительную телеграмму Сталину: «Слава о знаменательной победе вашей не померкнет вовеки, и будущие поколения с гордостью будут вспоминать об этих днях русской славы».

### Деятельность в послевоенный период
После окончания войны происходило воссоздание и регистрация старообрядческих общин, постепенно в них налаживалась духовная жизнь, при Московской архиепископии открылись курсы по обучению церковно-славянскому языку, знаменному пению и богослужебному уставу будущих священнослужителей; в 1945 году начал ежегодно издаваться церковный календарь. Над созданием первого церковного календаря потрудились епископ Геронтий и К. А. Абрикосов — ответственный секретарь и управляющий делами архиепископии. Впоследствии в это ежегодное издание кроме календаря церковных праздников и святых входили послания и обращения предстоятеля древлеправославной церкви к пастве, хроника церковной жизни, исторические, полемические и богословские статьи, некрологи, поучения отцов церкви и богослужебные тексты.
В 1945 году у советской власти возник проект объединения всех поповских старообрядческих согласий в одну церковную организацию. Предполагалось, что беглопоповцы войдут в подчинение Московской архиепископии. Председатель Совета по делам религиозных культов при СНК СССР И. В. Полянский 7 декабря 1945 г. адресовал В. М. Молотову просьбу: «Совет намечает следующее: 1. Предоставить для архиепископа Иринарха и Совета при нем помещение… бывшей старообрядческой богадельни (Рогожский поселок, № 1), занятой… Таганским РОНО под вечернюю школу рабочей молодежи. 2. Оказать помощь в ремонте и оборудовании помещения путем отпуска необходимых строительных материалов. 3. Разрешить созыв весной 1946 г. церковного собора с ориентировочным количеством делегатов в 60-70 человек. Собор должен будет учредить московскую митрополию и избрать митрополита; осудить прогитлеровскую деятельность Тихона Качалкина; принять устав, определить количество и границы епархий и решить вопрос об объединении с другими старообрядческими течениями — беглопоповцами и неокружниками». В 1946 году в день своего 65-летия архиепископ Иринарх получил официальное поздравление от председателя Совета по делам религиозных культов при Совете министров СССР И. В. Полянского. За всю историю старообрядчества, начиная с середины XVII века это был первый случай, когда правительственный чиновник официально поздравил предстоятеля старообрядческой церкви.
При личных встречах архиепископа Иоанна с епископом Геронтием были намечены конкретные планы объединения с Московской архиепископией, но с конца 1947 года со стороны беглопоповцев пошёл вал яростной критики в адрес белокриницкой иерархии. Причиной стало изменение вектора государственной политики. Глава Совета по делам религиозных культов И. В. Полянский писал в письме от 26 февраля 1948 года: «Нельзя рассматривать старообрядцев беглопоповцев и старообрядцев белокриницкого согласия как одно целое. Они из себя представляют пока два самостоятельных культа». Это резко противоречило всему тому, что И. В. Полянский писал и говорил до этого. Вероятно, власти решили, что гораздо выгоднее иметь раздробленное старообрядчество.
К концу 1949 года были хиротонисаны три епископа (Иосиф (Моржаков) в 1945 году, епископ Вениамин (Агальцов) в 1946 году и епископ Флавиан (Слесарев) в 1948 году), было поставлено около 50 новых священников и диаконов. В этот период удалось добиться передачи архиепископии ряда зданий на Рогожском посёлке: часовни, где ныне располагается резиденция Московского митрополита, а главное, колокольни, построенной в память распечатания алтарей рогожских храмов, В 1946 года состоялся крестный ход на праздник жен-мироносиц. Было налажено полноценное управление церковными делами. С 1945 года начался регулярный выпуск церковного календаря.
13 мая 1950 года газеты «Известия» и «Труд» опубликовали приветственную телеграмму «Старообрядческая церковь присоединяется к воззванию Постоянного Комитета Всемирного Конгресса сторонников мира». Таким образом с 1950 года старообрядческая архиепископия вслед за Московским Патриархатом постепенно подключается к движению борьбы за мир.
Скончался 7 марта 1952 года от повторного инфаркта. Погребён в Москве на Рогожском кладбище, на участке архиерейских могил.
Постановлением Президиума Куйбышевского областного суда от 21 августа 1957 года дело в отношении Ивана Васильевича Парфёнова прекращено; таким образом, он по данному делу реабилитирован.